# لیگ قهرمانان اقیانوسیه ۲۰۲۲
لیگ قهرمانان اقیانوسیه ۲۰۲۲ بیست و یکمین دوره مسابقات قهرمانی باشگاه‌های اقیانوسیه، مسابقات فوتبال باشگاهی برتر در اقیانوسیه بود که توسط کنفدراسیون فوتبال اقیانوسیه (اواف‌سی) سازماندهی شد و شانزدهمین فصل با نام فعلی لیگ قهرمانان اقیانوسیه بود.
در فینال، اوکلند سیتی با نتیجه ۳–۰ ونوس را شکست داد و دهمین عنوان خود را به دست آورد. هیانگن اسپورت که در سال ۲۰۱۹ موفق به کسب عنوان قهرمانی شده بود، دارنده این عنوان بود (نسخه‌های ۲۰۲۰ و ۲۰۲۱ به دلیل بسته شدن مرزها در سراسر اقیانوس آرام ناشی از دنیاگیری کووید-۱۹ لغو شد و عناوین اعطا نشدند)، توسط ونوس در نیمه نهایی حذف شد.

## تیم‌ها
در مجموع ۱۴ تیم از ۸ انجمن اواف‌سی در مسابقات حضور یافتند. با توجه به دنیاگیری کووید-۱۹، قالب مسابقات تغییر کرد و همه تیم‌ها وارد مرحله مقدماتی شامل مسابقات مقدماتی و پلی‌آف ملی شدند تا سفر به حداقل برسد:
- به شش انجمن توسعه یافته (فیجی، کالدونیای جدید، پاپوآ گینه نو، جزایر سلیمان، تاهیتی، وانواتو) هر کدام دو سهمیه در پلی آف ملی اعطا می‌شوند که یا در قالب دو بازی یا به صورت تک‌بازی انجام می‌شود. در نهایت، شش برنده پلی آف ملی به مسابقات نهایی صعود می‌کنند.
- از آنجایی که مراحل مقدماتی به دلیل محدودیت‌های سفر و چالش‌های لجستیکی لغو شد، اواف‌سی بر اساس نتایج قبلی، نیکائو سوکاتاک (جزایر کوک) را نامزد کرد.[۶]

| انجمن          | تیم            | نحوه صعود                                     |
| -------------- | -------------- | --------------------------------------------- |
| فیجی           | لائوتوکا       | قهرمان لیگ برتر فیجی ۲۰۲۱                     |
| فیجی           | روا            | نایب قهرمان لیگ برتر فیجی ۲۰۲۱                |
| کالدونیای جدید | هیانگن اسپورت  | قهرمان سوپر لیگ کالدونیای جدید ۲۰۲۱           |
| کالدونیای جدید | نی درهو        | نایب قهرمان سوپر لیگ کالدونیای جدید ۲۰۲۱      |
| پاپوآ گینه نو  | لائه سیتی      | قهرمان لیگ فوتبال ملی پاپوآ گینه نو ۲۰۲۱      |
| پاپوآ گینه نو  | هیکاری یونایتد | نایب قهرمان لیگ فوتبال ملی پاپوآ گینه نو ۲۰۲۱ |
| جزایر سلیمان   | سنترال کوست    | قهرمان اس-لیگ جزایر سلیمان ۲۰۲۱               |
| جزایر سلیمان   | سلیمان واریورز | نایب قهرمان اس-لیگ جزایر سلیمان ۲۰۲۱          |
| تاهیتی         | پیرائه         | قهرمان لیگ ۱ تاهیتی ۲۱–۲۰۲۰                   |
| تاهیتی         | ونوس           | نایب قهرمان لیگ ۱ تاهیتی ۲۱–۲۰۲۰              |
| وانواتو        | گلکسی          | قهرمان سوپر لیگ ملی وانواتو ۲۰۲۱              |
| وانواتو        | رورو           | نایب قهرمان سوپر لیگ ملی وانواتو ۲۰۲۱         |

| انجمن     | تیم            | نحوه صعود                                               |
| --------- | -------------- | ------------------------------------------------------- |
| نیوزیلند  | اوکلند سیتی    | قهرمان فصل عادی مسابقات قهرمانی فوتبال نیوزیلند ۲۱–۲۰۲۰ |
| جزایر کوک | نیکائو سوکاتاک | قهرمان جام جزایر کوک ۲۰۲۱                               |

## برنامه مسابقات
در ۴ مارس ۲۰۲۱، اواف‌سی اعلام کرد که مرحله مقدماتی، که قرار بین ۱۶ تا ۲۲ اکتبر ۲۰۲۱ در تونگا برگزار شود، به دلیل دنیاگیری کووید-۱۹ به اوایل سال ۲۰۲۲ موکول شد. در ۴ ژوئن ۲۰۲۱، اواف‌سی اعلام کرد که مسابقات از جایگاه سنتی خود در ابتدای سال به اوت منتقل خواهد شد و قالب تجدید نظر شده برای رویداد در جلسه بعدی کمیته اجرایی اواف‌سی ارائه خواهد شد. در ۸ اکتبر ۲۰۲۱، اواف‌سی قالب جدید مسابقات را اعلام کرد.

## مرحله مقدماتی
در ۱۳ مه ۲۰۲۲، اواف‌سی اعلام کرد که ۶ ست پلی آف ملی برگزار می‌شود تا مشخص شود کدام تیم از آن کشورها در لیگ قهرمانان امسال شرکت خواهد کرد. نیوزیلند اعلام کرد که اوکلند سیتی را به عنوان تنها شرکت کننده خود در این رقابت‌ها نامزد کرده‌است.

### پلی آف ملی
| تیم ۱          | نتیجه نهایی | تیم ۲          | بازی رفت | بازی برگشت |
| -------------- | ----------- | -------------- | -------- | ---------- |
| نی درهو        | ۳–۴         | هیانگن اسپورت  | ۲–۲      | ۱–۲        |
| لائوتوکا       | ۱–۵         | روا            | ۱–۱      | ۰–۴        |
| رورو           | ۰–۵         | گلکسی          | ۰–۰      | ۰–۵        |
| سلیمان واریورز | ۳–۳ (۲–۴ پ) | سنترال کوست    | ۱–۱      | ۲–۲        |
| لائه سیتی      | ۲–۱         | هیکاری یونایتد |          |            |
| پیرائه         | ۰–۱         | ونوس           |          |            |

## مرحله گروهی
مرحله گروهی در اوکلند، نیوزیلند از ۴ تا ۱۱ اوت ۲۰۲۲ برگزار شد. چهار تیم در هر گروه به صورت نوبت‌گردشی در یک مکان متمرکز با یکدیگر بازی کردند. تیم‌های اول و دوم هر گروه به مرحله نیمه نهایی مرحله حذفی راه یافتند.

### گروه A
| تیم         | بازی | برد | تساوی | باخت | گل‌زده | گل‌خورده | تفاضل‌گل | امتیاز | صلاحیت     |
| ----------- | ---- | --- | ----- | ---- | ----- | ------- | ------- | ------ | ---------- |
| ونوس        | ۳    | ۲   | ۰     | ۱    | ۴     | ۱       | ۳+      | ۶      | مرحله حذفی |
| سنترال کوست | ۳    | ۲   | ۰     | ۱    | ۶     | ۶       | ۰       | ۶      | مرحله حذفی |
| گلکسی       | ۳    | ۱   | ۱     | ۱    | ۴     | ۵       | ۱-      | ۴      |            |
| لائه سیتی   | ۳    | ۰   | ۱     | ۲    | ۴     | ۶       | ۲-      | ۱      |            |

### گروه B
| تیم             | بازی | برد | تساوی | باخت | گل‌زده | گل‌خورده | تفاضل‌گل | امتیاز | صلاحیت     |
| --------------- | ---- | --- | ----- | ---- | ----- | ------- | ------- | ------ | ---------- |
| اوکلند سیتی (م) | ۳    | ۳   | ۰     | ۰    | ۱۲    | ۱       | ۱۱+     | ۹      | مرحله حذفی |
| هیانگن اسپورت   | ۳    | ۲   | ۰     | ۱    | ۳     | ۵       | ۲-      | ۶      | مرحله حذفی |
| روا             | ۳    | ۱   | ۰     | ۲    | ۳     | ۶       | ۳-      | ۳      |            |
| نیکائو سوکاتاک  | ۳    | ۰   | ۰     | ۳    | ۲     | ۸       | ۶-      | ۰      |            |

## مرحله حذفی
|  | نیمه نهایی    | نیمه نهایی  |             |   | فینال | فینال |
|  |               |             |             |   |       |       |
|  | ۱۴ اوت ۲۰۲۲   |             |             |   |       |       |
|  |               |             |             |   |       |       |
|  | ونوس          | ۴           |             |   |       |       |
|  | ونوس          | ۴           | ۱۷ اوت ۲۰۲۲ |   |       |       |
|  | هیانگن اسپورت | ۰           |             |   |       |       |
|  | هیانگن اسپورت | ۰           | ونوس        | ۰ |       |       |
|  | ۱۴ اوت ۲۰۲۲   |             | ونوس        | ۰ |       |       |
|  |               | اوکلند سیتی | ۳           |   |       |       |
|  | اوکلند سیتی   | اوکلند سیتی | ۳           | ۲ |       |       |
|  | اوکلند سیتی   |             |             | ۲ |       |       |
|  | سنترال کوست   | ۰           |             |   |       |       |
|  | سنترال کوست   | ۰           |             |   |       |       |